# 12581 Rovinj
12581 Rovinj è un asteroide della fascia principale. Scoperto nel 1999, presenta un'orbita caratterizzata da un semiasse maggiore pari a 2,2589348 UA e da un'eccentricità di 0,0942107, inclinata di 3,67796° rispetto all'eclittica.
L'asteroide è dedicato alla cittadina istriana di Rovigno,